# Homogenní směs
Homogenní (stejnorodá) směs je systém dvou nebo více složek, v němž neexistuje rozhraní mezi jednotlivými složkami a jejich fázemi, vlastnosti v celém jeho objemu jsou tedy stejné. U homogenních směsí nelze opticky rozlišit jejich složky, neboť velikost rozpuštěných částic je menší než 10−9 m (nm). Příkladem takové směsi je například čistý vzduch nebo mořská voda.
Homogenní směs se skládá ze dvou a více chemicky čistých látek, při jejichž smísení nedochází ke vzniku nebo zániku chemických vazeb, a proto se nejedná o chemický děj. Jednotlivé složky směsi si zachovávají své původní vlastnosti. Z fyzikálního hlediska však dochází ke změnám vlastnosti směsi. Mění se například teplota varu, tání nebo index lomu.
Kapalné homogenní směsi se také nazývají roztoky a skládají se z rozpouštědla a rozpuštěných látek. Rozpouštědlo je látka, ve které jsou ostatní látky rozptýlené neboli dispergované. Je-li jednou složkou kapalina (například voda), pak je vždy rozpouštědlem. Chemická zkratka pro roztok je kolečko s tečkou.
Nejdůležitější faktory ovlivňující rychlost rozpouštění látky v rozpouštědle jsou teplota, tlak, míchání, rozetření pevné látky apod.

## Dělení homogenních směsí

### Podle skupenství
V závislosti na vnějších podmínkách mohou být homogenní směsi:
- plynné (například vzduch, propanbutanová směs)
- kapalné (například roztok kuchyňské soli ve vodě, ocet, čaj)
- pevné (například slitina bronz, sklo).

### Podle nasycenosti
V závislosti na množství rozpuštěné látky v roztoku mohou být homogenní směsi:
- nenasyceným roztokem – dochází k úplnému rozpuštění rozpouštěné látky
- nasyceným roztokem – je rozpuštěno právě tolik látky, kolik plyne z chemické rovnováhy pro dané podmínky (teplota, tlak) mezi rozpouštěnou látkou a rozpouštědlem
- přesyceným roztokem – rozpouštěná látka se dále nerozpouští a dochází k vytvoření pevné fáze v roztoku, vzniká tak heterogenní směs

### Podle pH
V závislosti na pH roztoku mohou být homogenní směsi:
- kyselým roztokem, pH < 7
- neutrálním roztokem, pH = 7
- zásaditým roztokem, pH > 7

## Složení homogenních směsí
Homogenní směs má v celém svém objemu stejný poměr rozpuštěné látky a rozpouštědla, proto lze přesně určit její složení. Složení roztoků neboli koncentraci roztoků podle množství jednotlivých složek lze vyjádřit několika způsoby, nejběžnější jsou:
- Objemový a hmotnostní zlomek – poměr rozpouštěné látky k rozpouštědlu (například kyselina chlorovodíková zředěná vodou v objemovém poměru 1:5 obsahuje 100 ml HCl a 500 ml H2O)
- Objemová a hmotnostní procenta – udávají počet dílů rozpuštěné látky ve 100 dílech roztoku (například 5% roztok chloridu sodného obsahuje 5 g NaCl a 95 g H2O)
- Molární koncentrace – udává počet molů rozpuštěné látky v jednom litru roztoku (například jednomolární roztok NaCl obsahuje 58,4 g chloridu sodného v jednom litru vody)